# Joánisz Frangúdisz
Joánisz Frangudísz (görög nyelv: Ιωάννης Φραγκούδης) (Ciprus, Limassol, 1863. – Amerikai Egyesült Államok, New York, 1916. október 19.) olimpiai bajnok, ezüst- és bronzérmes görög sportlövő.
A legelső újkori nyári olimpián, az 1896. évi nyári olimpiai játékokon, Athénban indult sportlövészetben, négy versenyszámban: gyorstüzelő pisztolyban aranyérmes, összetett szabadpuskában ezüstérmes, míg szabadpisztolyban bronzérmes lett. Katonai pisztolyban a 4. helyen végzett. Katonai iskolában végzett és az olimpia ideje alatt százados rangban volt. Az 1897-es görög-török háború után ezredes lett.